# Bougainvillea spectabilis
Bougainvillea spectabilis (Buguenvíl·lea o Buguenvíl·lea comuna) és una planta enfiladissa de la família Nyctaginaceae. És endèmica de Brasil.
És un arbust perenne, espinós, ramós, de creixement ràpid, pot arribar als 10 m; no s'enfila, es recolza, no compta amb circells. Fulles el·líptiques, de 10 cm de llarg, de base estreta i àpex agut, glabres o pubescents; hi ha varietats variegades. És caducifòlia en regions temperades, i perennifòlia en zones tropicals.
Floreix a la primavera, estiu, fins a la tardor. Per res destaquen les seves flors, sinó les seves esplendoroses bràctees, que envolten les flors. Són de variats colors: blanc, rosa, carmí, morat, groc, beix, entre d'altres.
Requereix pH del terra entre 5,6-7,5.